# Loryma
Loryma is een geslacht van vlinders van de familie snuitmotten (Pyralidae), uit de onderfamilie Pyralinae.

## Soorten
- L. actenioides (Rebel, 1914)
- L. albilinealis Hampson, 1917
- L. alluaudalis Leraut, 2009
- L. ambovombealis Leraut, 2009
- L. athalialis (Walker, 1859)
- L. basalis (Walker, 1866)
- L. callos (Viette, 1973)
- L. discimacula Hampson, 1917
- L. egregialis (Herrich-Schäffer, 1838)
- L. gigantalis Viette, 1960
- L. itremoalis Leraut, 2009
- L. masamalis Leraut, 2009
- L. milloti Viette, 1949
- L. punctilinealis Hampson, 1917
- L. radamalis (Ragonot, 1891)
- L. radialis Hampson, 1917
- L. recusata (Walker, 1864)
- L. sentiusalis Walker, 1859
- L. sinuosalis Leraut, 2007
- L. socotrensis Rebel, 1907
- L. varians (Butler, 1898)